# Olympische Winterspiele 2014/Teilnehmer (Nepal)
| Gelbes Symbol für Goldmedaillen mit stilisierten Olympischen Ringen | Graues Symbol für Silbermedaillen mit stilisierten Olympischen Ringen | Braundes Symbol für Bronzemedaillen mit stilisierten Olympischen Ringen |
| ------------------------------------------------------------------- | --------------------------------------------------------------------- | ----------------------------------------------------------------------- |
| —                                                                   | —                                                                     | —                                                                       |

Nepal nahm an den Olympischen Winterspielen 2014 in Sotschi mit einem Athleten teil. Dachhiri Dawa Sherpa qualifizierte sich zum dritten Mal in Folge für den Skilanglaufwettbewerb bei Olympischen Winterspielen.

## Sportarten

### Skilanglauf
| Männer - Dachhiri Dawa Sherpa 15 km klassisch: 86. Platz |